# Scoparia iwasakii
Scoparia iwasakii là một loài bướm đêm trong họ Crambidae.